# Goldie Hill
Goldie Hill (11 de enero de 1933 - 24 de febrero de 2005), nacida con el nombre de Argolda Voncile Hill, fue una cantante estadounidense de música country. Hill fue tanto una de las primeras mujeres del género como en conseguir un número 1 en las listas con su I Let the Stars Get In My Eyes.
Junto con Kitty Wells, estableció el estándar musical para futuras mujeres de la country music como Patsy Cline, Skeeter Davis, Loretta Lynn y Dolly Parton.

## Discografía

### Álbumes
| Año  | Detalles                               |
| ---- | -------------------------------------- |
| 1960 | Goldie Hill - Sello: Decca             |
| 1961 | Lonely Heartaches - Sello: Decca       |
| 1962 | According to My Heart - Sello: Decca   |
| 1964 | Country Hit Parade - Sello: Decca      |
| 1967 | Goldie Hill Sings Again - Label: Epic  |
| 1968 | Country Gentleman's Lady - Sello: Epic |

### Sencillos
| Año                                     | Canción                                             | EUA Country | Álbum                   |
| --------------------------------------- | --------------------------------------------------- | ----------- | ----------------------- |
| 1952                                    | "Why Talk to My Heart"                              | —           | non-album singles       |
| 1952                                    | "I Let the Stars Get In My Eyes"                    | 1           | non-album singles       |
| 1953                                    | "I'm Yvonne (On the Bayou)"                         | —           | non-album singles       |
| 1953                                    | "My Love Is Flame"                                  | —           | non-album singles       |
| 1953                                    | "Let Me Be the One"                                 | —           | non-album singles       |
| 1954                                    | "Liquor and Women"                                  | —           | non-album singles       |
| 1954                                    | "Young at Heart"                                    | —           | non-album singles       |
| 1954                                    | "Looking Back to See" (with Justin Tubb)            | 4           | non-album singles       |
| 1954                                    | "Cry, Cry Darling"                                  | —           | non-album singles       |
| 1954                                    | "Treat Me Kind"                                     | —           | non-album singles       |
| 1954                                    | "Sure Fire Kisses" (with Justin Tubb)               | 11          | non-album singles       |
| 1955                                    | "Are You Mine" (with Red Sovine)                    | 14          | non-album singles       |
| 1955                                    | "Why Don't You Let Me Go"                           | —           | non-album singles       |
| 1955                                    | "Steel Guitar"                                      | —           | non-album singles       |
| 1956                                    | "Sample My Kissin'"                                 | —           | non-album singles       |
| 1956                                    | "Footsteps"                                         | —           | non-album singles       |
| 1957                                    | "Wasted Love Affair"                                | —           | non-album singles       |
| 1957                                    | "Till I Said It to You"                             | —           | non-album singles       |
| 1959                                    | "Yankee Go Home" (with Red Sovine)                  | 17          | non-album singles       |
| 1959                                    | "Honky Tonk Music"                                  | —           | non-album singles       |
| 1960                                    | "Living Alone"                                      | —           | non-album singles       |
| 1960                                    | "Baby Blue"                                         | —           | non-album singles       |
| 1961                                    | "It's a Lovely, Lovely World"                       | —           | Goldie Hill             |
| 1961                                    | "Lonely Heartaches"                                 | —           | Lonely Heartaches       |
| 1961                                    | "Live for Tomorrow"                                 | —           | According to My Heart   |
| 1962                                    | "I'm Afraid"                                        | —           | non-album singles       |
| 1962                                    | "Little Boy Blue"                                   | —           | non-album singles       |
| 1963                                    | "Baby Go Slow"                                      | —           | non-album singles       |
| 1963                                    | "I'm Gonna Bring You Down"                          | —           | Country Hit Parade      |
| 1963                                    | "Closer"                                            | —           | non-album singles       |
| 1964                                    | "Don't Let Him"                                     | —           | non-album singles       |
| 1964                                    | "Three's a Crowd"                                   | —           | non-album singles       |
| 1967                                    | "There's Gotta Be More to Life (Than Lovin' a Man)" | —           | Goldie Hill Sings Again |
| 1968                                    | "Lovable Fool"                                      | 73          | non-album singles       |
| 1968                                    | "Got Me Sumpin' Goin'"                              | —           | non-album singles       |
| "—" denotes releases that did not chart |                                                     |             |                         |